# Parafia św. Jana Chrzciciela w Księginicach Wielkich
Parafia św. Jana Chrzciciela w Księginicach Wielkich znajduje się w dekanacie piławskim w diecezji świdnickiej. Faktyczną siedzibą parafii jest wieś Wilków Wielki. Była ona erygowana w 1972 r. Jej proboszczem jest ks. Piotr Krzywania.

## Linki zewnętrzne

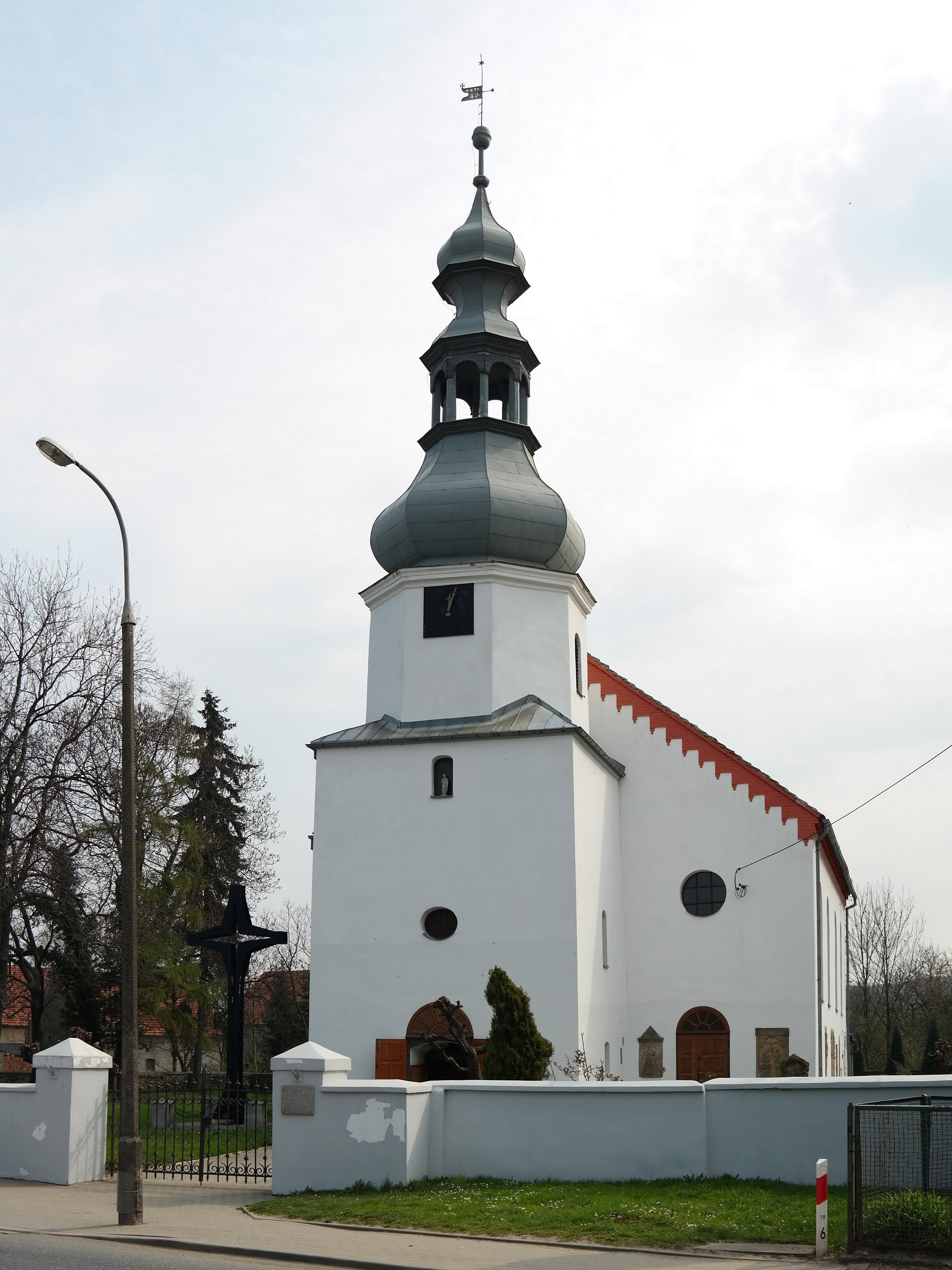
Kościół w Wilkowie

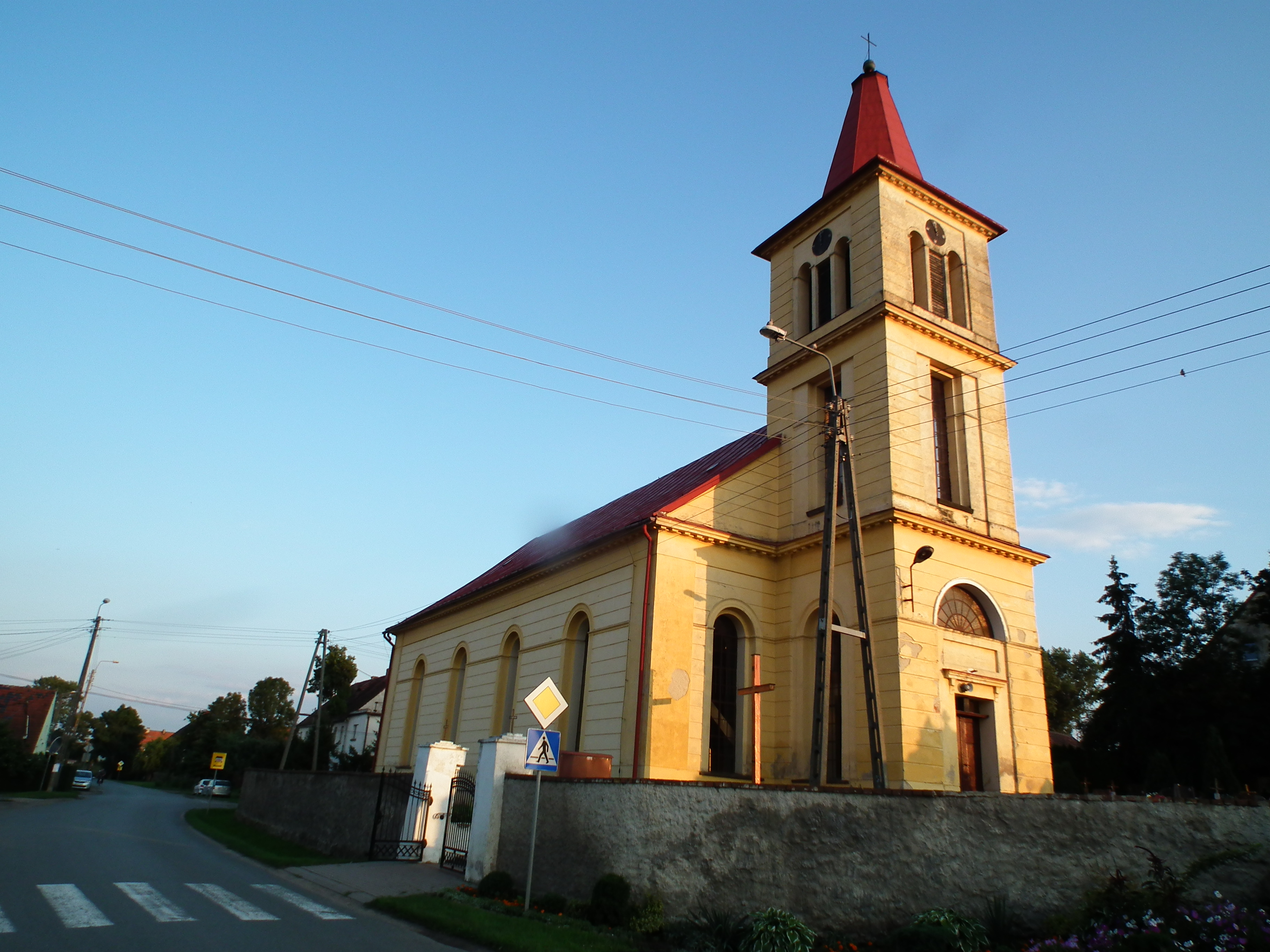
Kościół św. Izydora w Sienicach